# Paspels
Paspels (toponimo tedesco; in romancio Pasqual, in italiano Pascolo, desueto) è una frazione di 545 abitanti del comune svizzero di Domleschg, nella regione Viamala (Canton Grigioni).

## Geografia fisica
Paspels è situato nella Domigliasca, alla destra del Reno Posteriore.

## Storia

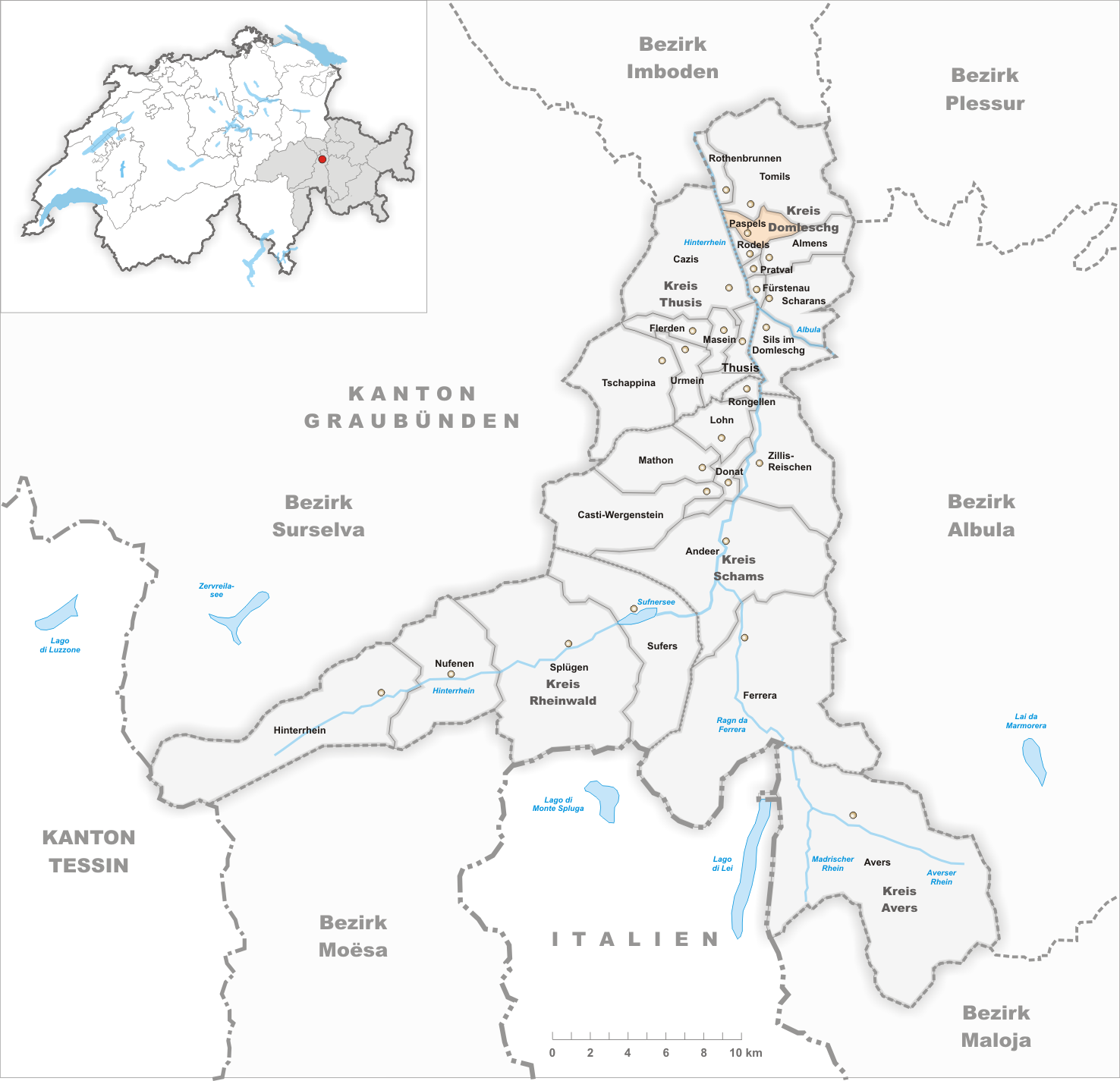
Il territorio del comune di Paspels prima degli accorpamenti comunali del 2015

Già comune autonomo istituito nel 1851, si estendeva per 4,69 km² e comprendeva anche le frazioni di Canova e Dusch; il 1º gennaio 2015 è stato aggregato agli altri comuni soppressi di Almens, Pratval, Rodels e Tomils per formare il nuovo comune di Domleschg.

## Monumenti e luoghi d'interesse

### Architetture religiose
- Chiesa fortificata di San Lorenzo, eretta nell'alto Medioevo e attestata dal 1237[2];
- Chiesa cattolica di San Giovanni Battista, eretta nel 1662[2].

### Architetture civili
- Rovine della fortezza di Alt-Süns, attestata dal XIII secolo e distrutta nel 1451[2];
- Rovine della fortezza di Canova (Neu-Sins), distrutta nel 1451[2];
- Castello di Paspels, costruito nel 1695 circa da Johann Viktor Travers von Ortenstein[2];
- Scuola costruita nel 1998 e progettata da Valerio Olgiati[senza fonte].

## Società

### Evoluzione demografica
L'evoluzione demografica è riportata nella seguente tabella:
Abitanti censiti

### Lingue e dialetti
Già paese di lingua romancia, è stato progressivamente germanizzato; nel 2000 parlava romancio il 3,7% della popolazione.

## Economia
L'economia locale trae impulso principalmente dall'allevamento e dall'agricoltura.

## Infrastrutture e trasporti
Dista 3 km dalla stazione ferroviaria di Rodels-Realta e 3 km dall'uscita autostradale di Thusis nord, sulla A13/E43; dista 20 km da Coira.